# Gounzoureye
Gounzoureye est une commune du Mali, dans le cercle et la région de Gao. Le Pont de Wabaria la relie à Gao.